# Šuňava
Šuňava es un municipio del distrito de Poprad en la región de Prešov, Eslovaquia, con una población estimada a final del año 2024 de 1957 habitantes.
Se encuentra ubicado al oeste de la región, cerca del río Poprad (cuenca hidrográfica del río Vístula) y de la frontera con la región de Žilina.

## Demografía
| Año        | 1994 | 2004    | 2014    | 2024    |
| ---------- | ---- | ------- | ------- | ------- |
| Población  | 1818 | 1914    | 1987    | 1957    |
| Diferencia |      | +5,28 % | +3,81 % | −1,50 % |

| Año        | 2023 | 2024    |
| ---------- | ---- | ------- |
| Población  | 1961 | 1957    |
| Diferencia |      | −0,20 % |